# 板垣真衣
板垣 真衣（いたがき まい、本名：板垣劉　真衣（いたがきりゅう まい）、1988年8月2日 - ）は、高知県出身のモデル。所属事務所はなく、フリーモデルとして活動。2013年7月ミス・ワールド2013審査員特別賞を受賞。

## 来歴
2001年高知市立城北中学校に入学し陸上部に所属した。3年のときに生徒会長を務め、高知新聞社・RKC高知放送・高知県教育文化運営委員会主催の美術展において、書道の部門で県展賞を受賞した。
2004年高知県立高知追手前高等学校に入学し、バドミントン部に所属した。
2011年4月高知大学人文学部 社会経済学科を卒業後、香川県のブライダル関係会社に就職し、ウェディングプランナーを担当する。
2012年学生時代に活動していたモデル業を再開する。ブライダル関係会社を退職し香川県から活動拠点を東京へ移す。東京では、芸能事務所に所属しながら、バンタンヴィーナスアカデミーに入学し、トータルビューティコースを専攻した。2013年3月同校を卒業するまでに各種資格を積極的に取得。
2013年芸能事務所では、モデル・役者の活動を行ってきたが、2013年にミス・ワールドにエントリーするタイミングで、モデルに専念することを決意しフリーとなる。
ミス・ワールド2013では、身長152cmと小柄であるが審査員特別賞を受賞し入賞を果たす。
2015年5月、中国に渡航。同9月に北京大学に留学。2016年1月に中国の芸能プロダクション世相に所属。世界的賞の受賞モデルとして北欧圏対象のCM、携帯会社(一加)の広告、文化人として中国人民大学において開催されたTEDxへの出演を果たす。同事務所では現在自身の半生をテーマにしたフィクションストーリーの書籍化が行われている。
2016年3月～2016年7月伝媒大学への留学を経て、2016年7月に帰国。
2021年2月世界で初となる日中間の複合姓を取得し、氏が板垣劉となる。

## 学歴
- 2007年3月　高知追手前高等学校　普通科　人文コース卒業
- 2007年4月　高知大学　人文学部　社会経済学科　入学
- 2011年3月　高知大学　人文学部　社会経済学科　卒業
- 2012年4月　Vantan Venus Academy　入学
- 2013年3月　Vantan Venus Academy　卒業
- 2015年9月　北京大学　対外漢語学院　入学
- 2016年1月　北京大学　対外漢語学院　卒業
- 2016年3月　中国伝媒大学　外国語学部　外国語学科　入学
- 2016年7月　中国伝媒大学　外国語学部　外国語学科　卒業
- 2021年4月　タカラ美容専門学校　入学

## 受賞
Miss World 2013 Japan 審査員特別賞

## ショー
SAKURACOLLECTION
ファッションアプリmoland主催コーディネイトコンテスト優勝(日中同時開催)

## 講演
中国人民大学開催TEDx出演

## モデル
情報誌
- 全国版るるぶ 高知編
- デートぴあ タウン情報高知
- ホットペッパー 各種地方情報誌モデル
- 北京tokotoko（北京）表紙モデル

ヘアサロン作品モデル
- ヘアサロン『Love&peace』（高知）モデル
- ヘアサロン『SORA』（麻布十番）モデル
- ヘアサロン『air』(青山)スタイリスト作品モデル

ウェブモデル
- Skip Wig ウィッグWebモデル
- ミス・ワールド リュウズクリニカルスパ 体験モデル

プロモーション
- CASIO新作カメラプロモーションモデル[6]

広告
- スマートフォンメーカーOnePlus（一加）

取材
- 華西都市報
- 騰訊（テンセント）網
- 騰訊（テンセント）新聞
- 新浪新聞
- 人民日報
- 網易新聞
- 燕女郎
- ファッションアプリmoland

撮影協賛アパレルブランド
- tity&co
- UNIQLO
- SLY
- MOUSSY

## テレビ

### ドラマ
- NHK大河ドラマ『龍馬伝』武家の下女役
- フジテレビドラマ『ガリレオ2』 女子大生役
- フジテレビ木10ドラマ『結婚しない』アキ役

### CM
- クリーン工房 CM (2014年4月- テレビ埼玉放映)
- レキットベンキーザー・ジャパン-クレアラシル CM
- AQUADOLL-ウィッグCM

## DVD
- ZENピクチャーズ特撮DVD『武捜戦隊サイレンジャーVS忍者特捜ジャスティーウィンド』サイブルー役
- ZENピクチャーズ特撮DVD『銀河特捜シャイナー』シャイナーの相手ヒロイン レニー役

## PV
- ラパジデント PV『「ONE LOVE」』 ヒロイン役
- cahky PV 『WEEKEND』ヒロイン役
- 藤嶋拓未 『恋の虹』ヒロイン役

## ネット放送
- アメスタプレミアム生放送「ウチアゲ!!︎!」隔週水曜日19時〜[7]

## 資格
- アロマテラピー検定 1級
- 色彩検定 3級
- 書写検定 2級
- ダイエット検定 生活アドバイザー 2級
- ネイリスト技能検定 3級
- ネイルサロン衛生管理士
- メイクアップ検定 3級
- マナー・プロトコール検定
- 認定フェイシャルエステティシャン
- ファッション販売技能検定
- ブライダルコーディネーター IBC検定 (Introduction to the Bridal Coordinator)
- 全米ヨガアライアンスRYT200